# Eric Green (gyeplabdázó)
Eric Hubert Green (Leatherhead, Surrey, 1878. augusztus 28. – Stanford Dingley, West Berkshire, 1972. december 23.) olimpiai bajnok brit gyeplabdázó.
A londoni 1908. évi nyári olimpiai játékokon indult, mint gyeplabdázó. Ezen az olimpián négy brit csapat is indult, de mindegyik külön nemzetnek számított. Ő az angol válogatott tagja volt. Az ír válogatottat győzték le a döntőben.
Sportolói pályafutása után a The Times magazin sport újságírója volt.